# Johan Reinert Reiersen
Johan Reinert Reiersen (født 17. april 1810 i Vestre Moland ved Lillesand, død 6. september 1864 i Prairieville i Texas) var en norsk litterat og journalist.
Ved hjælp fra historikeren Jacob Aall opnåede han i 1832 studentereksamen, men måtte umiddelbart efter  nogle ungdomsproblemer flytte fra Norge. Han kom til København, hvor han ernærede sig som sproglærer og oversætter; i løbet af få år fik han et utrolig antal bind romanoversættelser fra hånden (navnlig af E.L. Bulwer, Heinrich Steffens og W.H. Ainsworth), til dels først trykte i et af ham udgivet Familiebibliothek (1835—37); han redigerede også den første årgang (1837) af Magazin for Natur- og Menneskekundskab.
I 1839 bosatte han sig i Kristiansand, hvor han grundlagde bladet Christianssandsposten, der udkom 2 gange ugentlig fra 3. juni 1839 indtil udgangen af 1846. Sommeren 1843 indstillede han imidlertid denne journalistiske virksomhed for at kaste sig over emigrationstrafik. Efter en rejse til Amerika udgav han en Vejviser for Norske Emigranter (1844), der   med lokkende beskrivelser af det nye lands herligheder bidrog til den stærke udvandring. Det følgende år grundlagde han en norsk koloni i Texas, hvor han levede til sin død.